# Liofilizacja
Liofilizacja – suszenie sublimacyjne zamrożonych substancji. W metodzie tej rozpuszczalnik jest usuwany w obniżonej temperaturze i pod zmniejszonym ciśnieniem. Umożliwia suszenie produktów termolabilnych (nieodpornych na ogrzewanie).
Liofilizację w technologii żywności zastosowano po raz pierwszy w trakcie II wojny światowej na zlecenie rządu Stanów Zjednoczonych w celu wyprodukowania dla wojska racji żywności o niewielkiej wadze.
Preparaty zliofilizowane (liofilizaty) uzyskuje się w formie bezpostaciowych proszków lub grudek o rozwiniętej (tzn. dużej) powierzchni, co sprawia, że rozpuszczają się szybciej niż preparaty krystaliczne lub szkliste. Mogą być higroskopijne.

## Zastosowanie
Liofilizację stosuje się w:

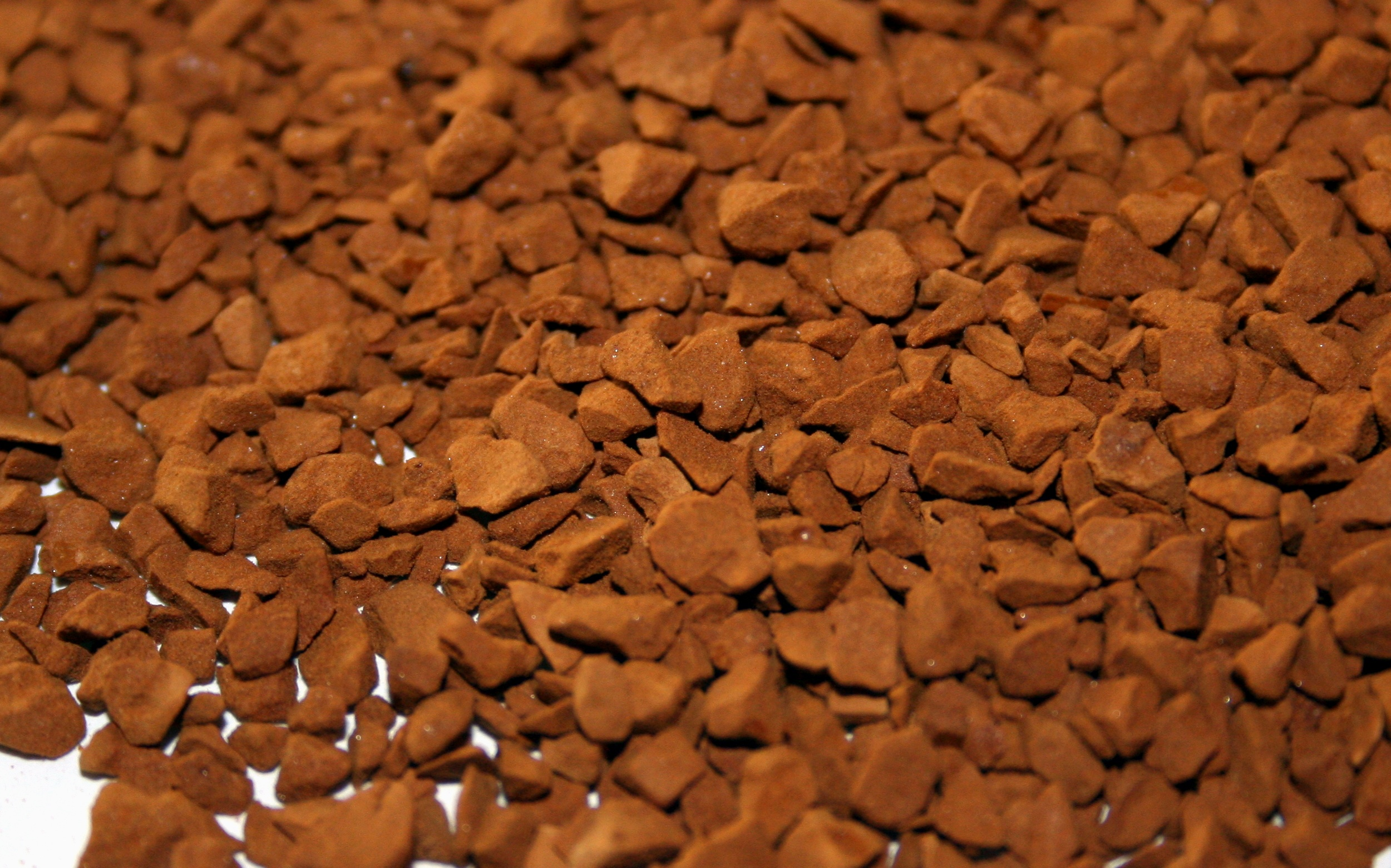
Kawa w postaci liofilizatu

- laboratoriach i zakładach chemicznych, biochemicznych, biologii molekularnej, biotechnologicznych itp. do zagęszczania i suszenia związków termolabilnych, takich jak białka, kwasy nukleinowe, pochodne nukleozydów, leków i in.
- laboratoriach i zakładach farmaceutycznych do zagęszczania i suszenia substancji,
- technologii żywności do produkcji żywności liofilizowanej,
- konserwacji drewnianych zabytków, pochodzących z mokrych stanowisk archeologicznych,
- osuszaniu zalanych i zawilgoconych zbiorów bibliotecznych.

## Prowadzenie liofilizacji

Wykres fazowy przedstawiający trzy metody suszenia: zwykłe suszenie (zielona strzałka), liofilizację (niebieska) i suszenie nadkrytyczne (czerwona)

W procesie liofilizacji należy najpierw zamrozić preparat, który chcemy pozbawić wody. W laboratoriach do zamrażania preparatów stosuje się zwykle ciekły azot lub mieszaniny chłodzące (np. suchy lód z etanolem). Zamrożony preparat wprowadza się do próżni (zwykle ciśnienie poniżej 10 Pa), która jest niezbędna do zapewnienia odpowiedniej szybkości sublimacji rozpuszczalnika. Liofilizację przeprowadza się w liofilizatorach.
Do liofilizacji stosuje się zazwyczaj rozpuszczalniki o stosunkowo wysokiej temperaturze topnienia, np. wodę (temperatura topnienia 0 °C), benzen (5,5 °C) i dioksan (12 °C), rzadziej acetonitryl (−45 °C) lub pirydynę (−42 °C).
Podczas liofilizacji sublimujące cząsteczki rozpuszczalnika potrzebują energii żeby przejść w stan gazowy (ciepło sublimacji, równe sumie ciepła topnienia i parowania). Pobieranie energii przez te cząsteczki powoduje obniżanie temperatury liofilizowanego preparatu, dzięki czemu liofilizowany preparat może pozostać w stanie zestalonym bez zewnętrznego chłodzenia. W celu utrzymania preparatu w stanie zamrożonym i uzyskania pożądanej szybkości suszenia, do preparatu należy doprowadzać ciepło w ilości zależnej od parametrów procesu (np. ciśnienie i wydajność pompy próżniowej, opory przepływu gazu, rodzaj rozpuszczalnika, powierzchnia i objętość preparatu, powierzchnia naczynia). W przypadku liofilizacji laboratoryjnej w kolbach zazwyczaj wykorzystuje się w tym celu ciepło otoczenia, pozostawiając naczynie w temperaturze pokojowej na powietrzu.

## Liofilizator

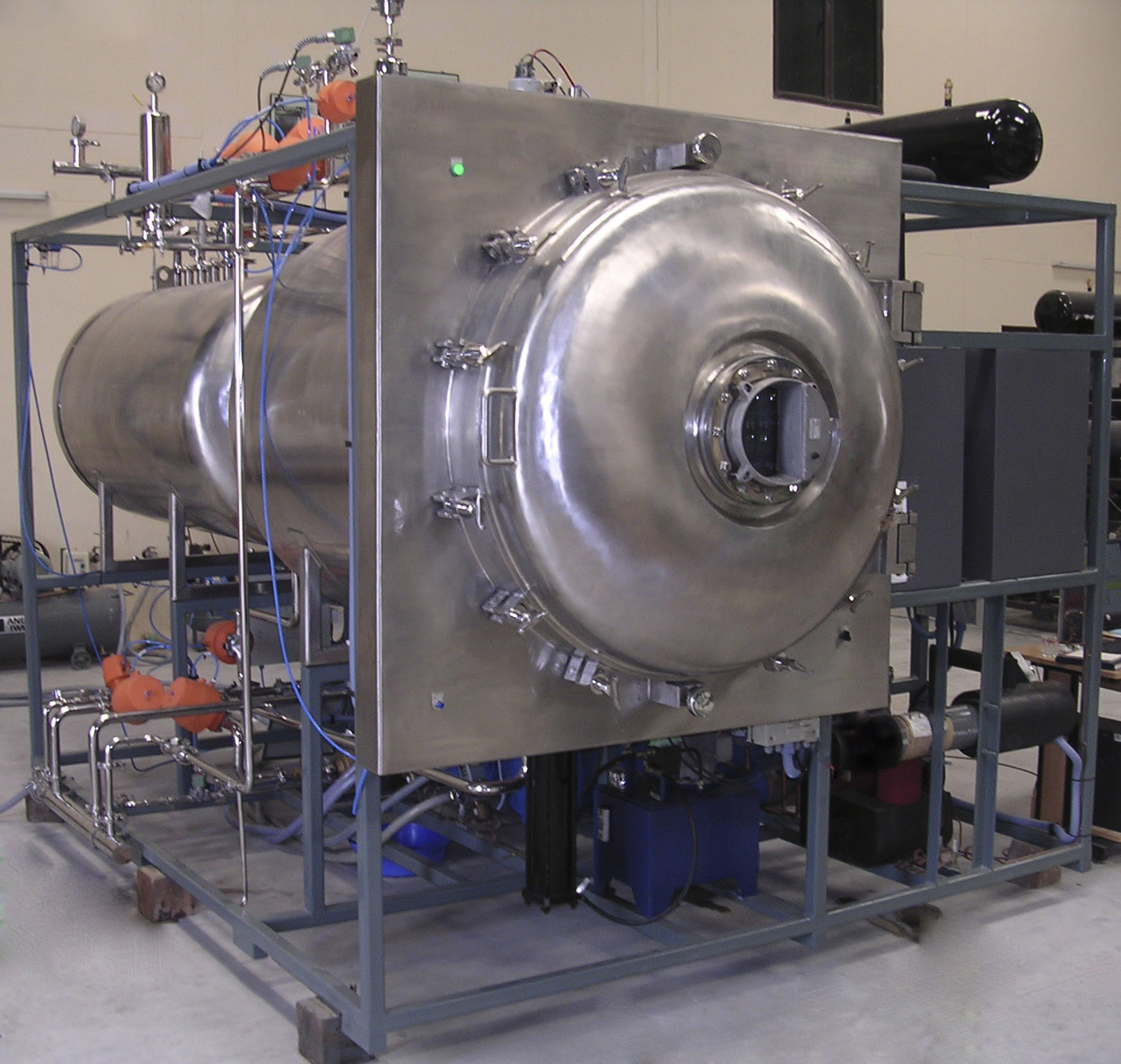
Liofilizator przemysłowy

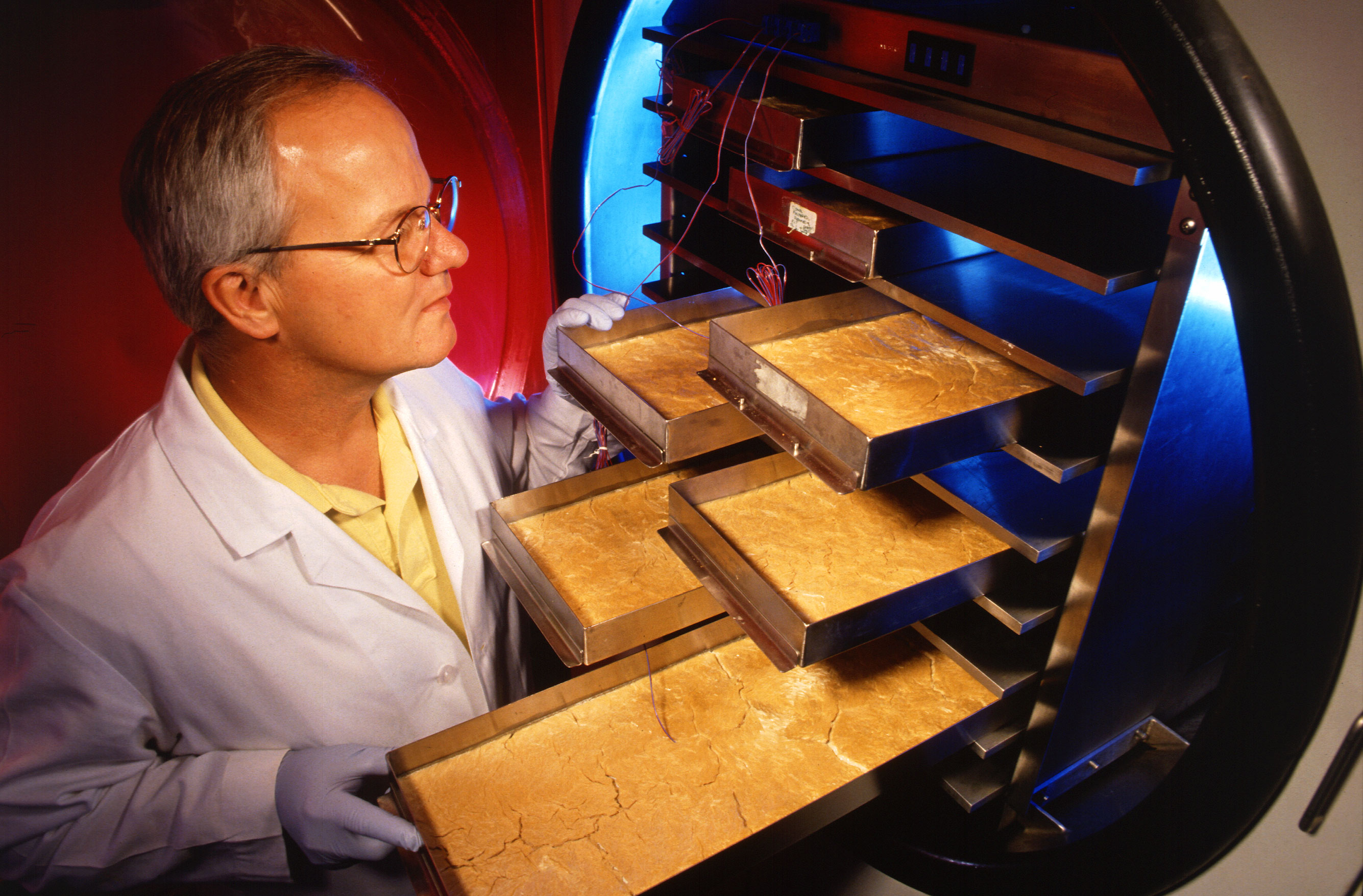
Wprowadzanie materiału do liofilizatora

Liofilizator jest urządzeniem służącym do prowadzenia procesu liofilizacji. Liofilizator jest zbudowany z pompy próżniowej, urządzenia usuwającego pary rozpuszczalnika (zwykle wymrażacz) oraz komór i naczyń, w których umieszcza się suszone preparaty.
Do budowy liofilizatorów stosuje się najczęściej olejowe pompy próżniowe obniżające ciśnienie wewnątrz liofilizatora poniżej 10 Pa. Pompy próżniowe stosowane w liofilizatorach są zwykle wrażliwe na parę wodną i opary rozpuszczalników organicznych.
Liofilizatory są wyposażone w zawory i złącza pozwalające przyłączać różnego rodzaju naczynia i komory, w których umieszcza się suszone preparaty.
W laboratoriach liofilizację przeprowadza się najczęściej w kubkach wykonanych ze szkła boro-krzemianowego odpornych na nagłe zmiany temperatury (np. podczas zamrażania preparatów) oraz naprężenia (powodowane przez różnice ciśnienia w środku i na zewnątrz naczynia).
Liofilizatory laboratoryjne są produkowane w wersjach wolno stojących i stawianych na blacie. Produkowane modele różnią się przede wszystkim pojemnością wymrażacza (zwykle w zakresie od 1 do 20 litrów lodu) oraz temperaturą jego pracy. Najczęściej stosowane są wymrażacze pracujące w temperaturze −50 lub −85 °C. Do liofilizacji próbek zawierających rozpuszczalniki o bardzo niskiej temperaturze wrzenia stosuje się wymrażacze o temperaturze −120 °C.